# Schlacht von Málaga
Gijón –
Oviedo –
Alcázar von Toledo –
Mérida –
Badajoz –
Guipúzcoa –
Mallorca –
Sierra Guadalupe –
Talavera de la Reina –
Madrid –
Straße nach Coruña –
Málaga –
Jarama –
Guadalajara –
Krieg im Norden (Durango, Guernica, Santander) –
Brunete –
Belchite –
Teruel –
Cabo de Palos –
Aragon –
Ebro –
Katalonien
Die Schlacht von Málaga fand Anfang Februar 1937 während des Spanischen Bürgerkriegs statt und war der Höhepunkt einer kombinierten Offensive der nationalen und italienischen Kräfte auf Seiten Francos, um die von den Republikanern kontrollierte Provinz Málaga unter ihre Kontrolle zu bringen. Die marokkanischen Kolonialtruppen und die Panzer des gerade erst eingetroffenen italienischen Corpo Truppe Volontarie erzwangen bereits nach einer Woche die Kapitulation der republikanischen Truppen in Málaga.

## Vorgeschichte
Nach dem gescheiterten Versuch, Madrid einzunehmen, und dem Gegenangriff der Republikaner bei der Schlacht um die Straße nach Coruña um den Jahreswechsel 1936/37 sahen sich die Nationalisten gezwungen, wieder die Initiative zu ergreifen. Im Süden des Landes schien sich eine günstige Gelegenheit zu bieten. In Andalusien hielten die Republikaner ein 40 km breites Gebiet am Mittelmeer mit Málaga als Zentrum.
Die nationalistischen Streitkräfte unter Gonzalo Queipo de Llano bestanden aus etwa 15.000 Mann, die sich aus marokkanischen Kolonialtruppen, Milizen und italienischen Freiwilligen zusammensetzten. Als Frontkommandant fungierte der Herzog von Sevilla, Francisco de Borbón y de la Torre. Die italienischen Schwarzhemden standen unter dem Befehl von Mario Roatta. Die italienischen Truppen, die hier ihren ersten Kampfeinsatz hatten, bestanden aus neun mechanisierten Infanteriebataillonen mit etwa 5.000 Mann, ausgerüstet mit Panzern und gepanzerten Fahrzeugen. Vor der Küste lagen die nationalistischen Kriegsschiffe Canarias, Baleares und Velasco in Position. Diese hatten die Aufgabe, die Küste zu kontrollieren und Málaga zu beschießen.
Die republikanischen Streitkräfte bestanden aus etwa 40.000 andalusischen Milizionären und Mitgliedern der CNT. Obwohl die reine Anzahl der Republikaner hoch war, waren die Truppen nicht auf die kommende Auseinandersetzung vorbereitet. Dazu kam der Mangel an Waffen und Munition, um den modern ausgerüsteten Italienern widerstehen zu können. Die nach Valencia geflohene Zentralregierung verweigerte den Verteidigern von Málaga aus politischen Gründen den Nachschub.

## Angriff
Die Italiener landeten Ende Dezember in dem bereits von den Nationalisten gehaltenen Cádiz. Am 17. Januar setzte sich die neu gebildete Armee des Südens unter dem Befehl von Queipo de Llano von Westen her kommend in Bewegung. Aus nordöstlicher Richtung rückte eine weitere nationalistische Armee unter dem Befehl von Oberst Antonio Muñoz Jiménez heran. Beide Truppenteile stießen nur auf wenig Widerstand und konnten deshalb bis zu 22 km pro Tag zurücklegen. Die Republikaner erkannten nicht, dass sich der Angriff auf Málaga selber richtete und waren deshalb auf den Hauptangriff am 3. Februar vollkommen unvorbereitet.
Am 3. Februar begann die Armee des Südens ihren Angriff bei Ronda. In der Nacht auf den 4. Februar erzielten die italienischen Schwarzhemden einen großen Durchbruch, da die Republikaner auf den Einsatz von Panzern vollkommen unvorbereitet waren. Die Nationalisten rückten beständig vor und erreichten am 6. Februar Ventas de Zafarraya und die Anhöhen um Málaga. Der republikanische Befehlshaber Oberst Villalba befürchtete die Einkesselung seiner Truppen und befahl deshalb am 8. Februar die Evakuierung der Stadt. Die Nationalisten schnitten jedoch den Rückzugsweg nicht ab. Sie glaubten, dass es bei einer Umzingelung Málaga zu einem Verzweiflungskampf der Republikaner kommen würde. Über mehrere Tage flohen die Bürgers Málagas über die Küstenstraße nach Almería. Nach verschiedenen Schätzungen flohen 40.000 bis 150.000 Menschen aus der Stadt, darunter 5.000 Kinder. Daraufhin bombardierten deutsche und spanische Flugzeuge und Kriegsschiffe die Küstenstraße drei Tage lang. Beteiligt an der Bombardierung waren die nationalistischen Kriegsschiffe Canarias, Baleares und Velasco. Dieses Ereignis ging als das Massaker von Málaga in die Geschichte ein. Des Weiteren beschoss das deutsche Kriegsschiff Admiral Graf Spee Málaga. Am 8. Februar zogen die Truppen des Herzogs von Sevilla in die Stadt ein. Es folgte eine der umfangreichsten politischen Vergeltungsaktionen seit der Einnahme von Badajoz. Tausende Anhänger der Republik wurden verhaftet, manche sofort erschossen. Ein Augenzeuge berichtete, in der ersten Woche nach der Einnahme der Stadt, kam es zu Massenerschießungen.
Bei den Kämpfen um Málaga erfolgten die ersten Kampfeinsätze der damals in Tablada stationierten Messerschmitt Bf 109 der deutschen Legion Condor.

## Folgen
Die Republikaner, die nicht mehr rechtzeitig aus der Stadt flüchten konnten, wurden entweder gleich erschossen oder inhaftiert. Die Nationalisten holten die sich zurückziehenden Republikaner auf der Küstenstraße Richtung Almería ein und erschossen jeden Mann, dessen sie habhaft werden konnten. Etwa 100.000 Menschen flüchteten aus der Stadt und wurden im Massaker von Málaga von deutschen und nationalistischen Fliegerkräften und Schiffen bombardiert, wobei zwischen 3000 und 5000 Menschen starben.
Die katastrophale Niederlage brachte die Kommunistische Partei Spaniens dazu, am 20. Februar den Rücktritt von General José Asensio Torrado, dem Kriegsunterstaatssekretär der Republik, zu fordern. Francisco Largo Caballero gab am 21. Februar nach und ersetzte Torrado durch Carlos de Baraibar, den Herausgeber der Zeitung „Claridad“, der keine militärische Erfahrung hatte.
Benito Mussolini sah den italienischen Erfolg als Zeichen, das italienische Engagement noch zu verstärken. Die Italiener erkannten nicht, dass ihr Erfolg größtenteils dem guten Wetter und der mangelnden Erfahrung der Republikaner im Kampf gegen Panzer zu verdanken war. Die Pläne, Valencia zu erobern, wurden daraufhin fallen gelassen, und die Italiener setzten sich Richtung Madrid in Bewegung. Vor Madrid erlitten die Italiener im März während der Schlacht bei Guadalajara eine empfindliche Niederlage.